# Microsoft Cortana
Cortana foi um/a assistente virtual inteligente do sistema operacional Windows 10 disponível em base opt-in. O seu nome vinha da Cortana, personagem de inteligência artificial da franquia Halo, com Jen Taylor, dubladora/dobradora da personagem, regressando a sua voz no/na assistente pessoal.
A Cortana começou a ser desenvolvida em 2009 pela equipa de produtos da Microsoft juntamente com o gerente Zig Serafin e o cientista Larry Heck. Os dois estabeleceram a visão, missão e o plano de desenvolvimento de longo prazo do assistente virtual inteligente da Microsoft, em seguimento montaram uma equipe com os experts necessários para criar o protótipo inicial do produto. Para desenvolverem a Cortana, a equipa começou por entrevistar vários assistentes pessoais, o que permitiu mais inspiração para criar as características únicas deste aparelho, como por exemplo o "notebook". Inicialmente, o nome Cortana foi criado provisoriamente para usar apenas como código entre os desenvolvedores. No entanto após uma petição, chegou-se à conclusão que o nome foi o mais popular, e por conseguinte se adotou.
A Cortana foi demonstrada pela primeira vez pelo vice-presidente corporativo da Microsoft, Joe Belfiore na Microsoft BUILD Developer Conference (2 a 4 de abril de 2014) em São Francisco, Estados Unidos. Ela foi lançada como um ingrediente-chave da planejada "reforma" da Microsoft dos futuros sistemas operacionais para Windows Phone, Windows, bem como Xbox One. Ela está disponível para todos os usuários do Windows Phone 8.1 nos Estados Unidos como uma versão beta, e foi lançada a todos os utilizadores do WP8.1 mundialmente no final de 2014 e início de 2015. Em 21 de janeiro de 2015, a Microsoft anunciou a chegada da Cortana para os computadores com o Windows 10. que já está disponível em português brasileiro.
Na primavera de 2023, a Cortana como uma aplicação autônoma no Windows é descontinuada e substituída pelo Microsoft Copilot.

## Características
Características da Cortana incluem a possibilidade de definir lembretes, reconhecer uma voz natural sem o usuário ter uma série predefinida de comandos de entrada e responder perguntas usando as informações do Bing (como as condições climáticas atuais e de trânsito, resultados esportivos e biografias). Características universais do Bing SmartSearch no Windows 8.1 são incorporadas a Cortana, que substitui o aplicativo anterior Bing Search que é ativado quando um usuário pressiona o botão de "Pesquisar" no seu dispositivo.

### Notebook
O "Notebook" é onde informações pessoais, tais como interesses, dados de localização, lembretes e contatos serão armazenadas para acesso pela Cortana. A Cortana será capaz de redigir por cima e adicionar esses dados para aprender padrões específicos do usuário e comportamentos. O usuário será capaz de ver esta informação, com o objetivo de oferecer maior controle sobre as configurações de privacidade, permitindo especificar quais informações serão coletadas, "um nível de controle que vai além de assistentes comparáveis". Os usuários também podem excluir informações do "Notebook" se considerarem indesejáveis a Cortana saber.

### Design
A Cortana assume a forma de dois círculos encaixados, animados. Os círculos são animados para indicar certas atividades tais como a pesquisa ou a fala.

### Sincronização de notificações por telefone
Cortana no Windows Mobile e Android é capaz de capturar notificação de dispositivos e enviá-los para um dispositivo Windows 10. Isso permite que um usuário de computador visualize notificações de seu telefone no Centro de Ação do Windows 10. O recurso foi anunciado no início de 2016 e lançado no final do ano.

### Diversos
A Cortana apresenta o modo "não-perturbe", em que os usuários podem especificar "horas tranquilas", algo que já está disponível para usuários de Windows Phone 8.1. Os usuários podem alterar as configurações para que a Cortana chame os usuários por seus nomes (ou apelidos). Ele também tem uma extensa biblioteca de Ovos de Páscoa, que consiste em comentários espirituosos e pré-determinados.

## Regiões e línguas
A versão britânica do Cortana fala com um sotaque britânico e usa expressões britânicas, enquanto a versão chinesa, conhecida como Xiao Na, fala Mandarim e tem um ícone com uma face e dois olhos, que não é usado em outras regiões.
A partir de Desde 2016, a versão em inglês dos dispositivos Cortana no Windows está disponível para todos os usuários nos Estados Unidos (Inglês americano), Canadá (Francês/Inglês), Austrália, Índia e Reino Unido (Inglês britânico). Outras versões linguísticas de Cortana estão disponíveis na China (Chinês simplificado), Japão (Japonês), França (Francês), Alemanha (Alemão), Itália (Italiano), Brasil (Português), México e Espanha (Espanhol). Cortana para Android e iOS também está disponível nos mesmos idiomas. Apesar de Cortana ouvir geralmente a "Hey Cortana", certos idiomas usam versões personalizadas (e.g. "Hola Cortana" para Espanhol).
A versão localizada do Reino Unido (Inglês) da Cortana é expressada por Ginnie Watson, uma atriz anglo-francesa, cantora/compositora e artista de voz.
A versão localizada dos Estados Unidos (em inglês) da Cortana é dublada por Jen Taylor, a voz da atriz que vozes da Cortana, a assistente virtual, na série de videojogos de Halo.
Esta tabela identifica a versão localizada da Cortana atualmente disponível. Exceto onde indicado, isso aplica-se tanto às versões do assistente do Windows Mobile quanto do Windows 10. 
| Idioma             | Região         | Variante                | Status         | Plataformas            |
| ------------------ | -------------- | ----------------------- | -------------- | ---------------------- |
| Inglês             | Estados Unidos | Inglês americano        | Disponível     | Windows, Android, iOS  |
| Inglês             | Reino Unido    | Inglês britânico        | Disponível     | Windows, Android       |
| Inglês             | Canadá         | Inglês canadense        | Disponível     | Windows , Android, iOS |
| Inglês             | Austrália      | Inglês australiano      | Disponível     | Windows, Android, iOS  |
| Inglês             | Nova Zelândia  | Inglês da Nova Zelândia | Não disponível | Windows, Android, iOS  |
| Inglês             | Índia          | Inglês indiano          | Disponível     | Windows                |
| Alemão             | Alemanha       | Alemão padrão           | Disponível     | Windows                |
| Italiano           | Itália         | Italiano padrão         | Disponível     | Windows                |
| Espanhol           | Espanha        | Espanhol castelhano     | Disponível     | Windows                |
| Espanhol           | México         | Espanhol mexicano       | Disponível     | Windows                |
| Francês            | França         | Francês da França       | Disponível     | Windows, Android, iOS  |
| Francês            | Canadá         | Francês canadense       | Disponível     | Windows, Android, iOS  |
| Chinês tradicional | Taiwan         | Mandarim taiwanês       | Não disponível |                        |
| Chinês tradicional | Hong Kong      | Cantonês                | Não disponível |                        |
| Chinês tradicional | Macau          | Cantonês                | Não disponível |                        |
| Chinês             | China          | Chinês mandarim         | Disponível     | Windows, Android, iOS  |
| Português          | Brasil         | Português do Brasil     | Disponível     | Windows                |
| Japonês            | Japão          | Japonês padrão          | Disponível     | Windows, IOS           |
| Russo              | Rússia         | Russo padrão            | Não disponível | Windows, iOS           |

## Copa do Mundo FIFA de 2014
A Cortana previu corretamente os vencedores das quatorze primeiras partidas da fase final da Copa do Mundo FIFA de 2014, incluindo as semifinais, antes de ter escolhido incorretamente o Brasil como decisão do terceiro lugar sobre a Holanda nos critérios de desempate. Esta faixa superou a do polvo Paul, que previu corretamente todas as sete partidas da Alemanha na Copa do Mundo FIFA de 2010 correspondentes, bem como a final. Mais tarde Cortana acertou o resultado da final da Copa, dando um total de 15 previsões corretas em 16.

## Android
A Microsoft acaba de lançar a Cortana para Android e iOS como um app independente e instalável através de suas respectivas lojas. A assistente virtual está sendo lançada em outras plataformas, mas obviamente está longe de contar com todas as funções exclusivas do Windows Phone. A assistente virtual do Windows estava disponível anteriormente apenas para convidados do programa Beta, mas agora está disponível ao público das respectivas plataformas.
Estas são algumas das características da assitente no Android:
- Definir e obter a localização Lembretes através de seu PC e telefone.
- Pacotes de trilha, voos, partituras, ações, e outras informações importantes.
- Visualizar, editar e gerir os seus interesses Obter informações e respostas para todos os tipos de perguntas.
- Tenha um pouco de diversão – perguntar qualquer coisa, obter piadas, e muito mais.[40]